# He Said She Said
He Said She Said é o segundo single do álbum de estréia da cantora norte-americana Ashley Tisdale, "Headstrong". Foi lançado oficialmente no dia 15 de janeiro de 2007 nos Estados Unidos e logo depois, ao redor do mundo. O single foi certificado com disco de ouro nos Estados Unidos pela RIAA, em 12 de Junho de 2008, por mais de 500.000 cópias vendidas.

## Informações sobre o Single
O single foi composto por Ryan Tedder, vocalista da banda OneRepublic, e produzido por J.R. Rotem, que também ajudou na composição. Foi gravado nos estúdios Chalice Recording em Los Angeles, Califórnia, e possui elementos musicais de dance-pop, pop rap e R&B contemporâneo. 
Três versões da música foram gravadas. A primeira versão é considerada a versão "clean" e apresenta pequenas alterações líricas, essa versão vazou online no final de 2006 e foi a primeira versão ouvida, e também foi usada nas apresentações da cantora durante a turnê High School Musical: The Concert. A versão lançada para download digital no final de 2006 é considerada a versão "explícita" e apresenta letras mais sugestivas do que as outras versões, essa é a que consta no álbum. A última versão é da "Radio Disney", que traz vocais re-gravados e letras alteradas, o que remove todo o conteúdo sexy da música.

## Lançamento
O single recebeu inúmeros lançamentos entre 2006 e 2009. Foi lançado pela primeira vez no Itunes em 19 de dezembro de 2006, como single promocional junto ao single, "Be Good to Me". Um EP com as duas canções estava disponível para compra durante os shows da High School Musical: The Concert. Só foi lançado oficialmente como segundo single em 15 de janeiro de 2007 em territórios internacionais e nos Estado Unidos. A edição européia do single traz as versões editadas da Radio Disney de "He Said She Said" e "Be Good to Me", enquanto a versão norte-americana mantém a versão do álbum, também dois remixes e o cover da canção natalina "Last Christmas". Em 2009, uma edição "MegaRemixes" foi lançada para download digital, que contou com 16 remixes do single.
Os planos eram de que esse fosse o primeiro single do álbum Headstrong. mas no final foi decidido pela gravadora, que o primeiro single seria "Be Good To Me", por ter um estilo que condizia mais com que estava tocando nas rádios naquela época.

## Vídeoclipe

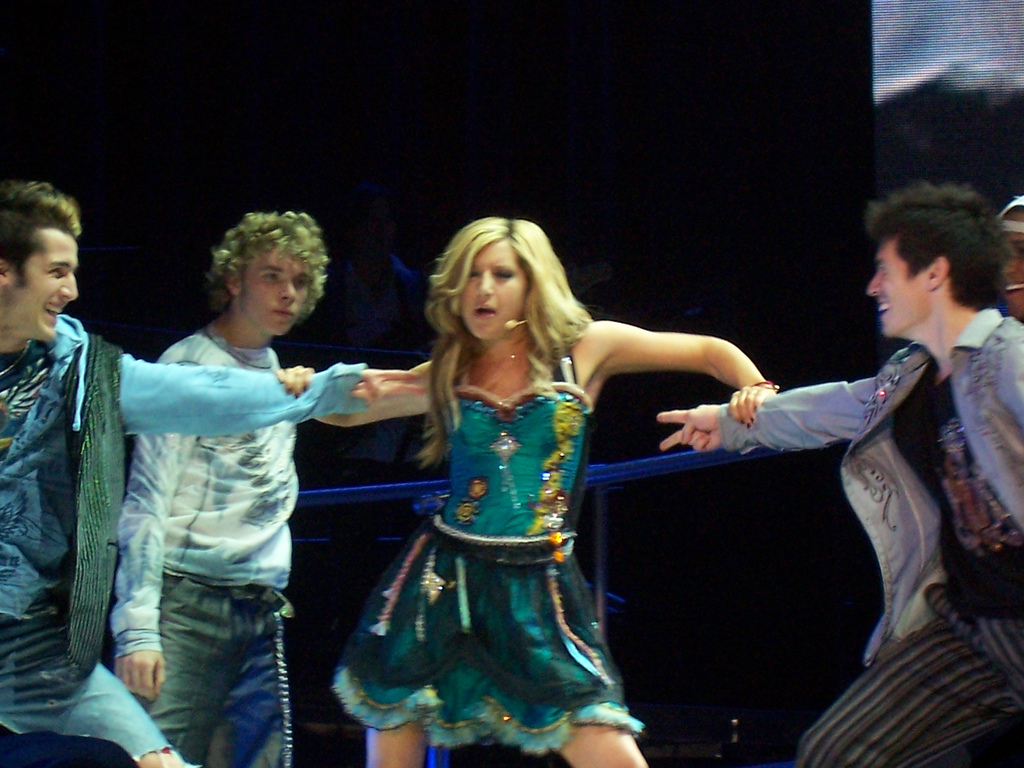
Headstrong

O clipe foi dirigido por Scott Speer, foi filmado em 25 de janeiro de 2007, e conta com a participação da cantora Leona Lewis, do ator Josh Henderson e da irmã de Ashley, Jennifer Tisdale. O clipe se passa em uma boate, Ashley se interessa pelo personagem de Josh, que passa a trocar olhares com ela. Entre grandes variações de luzes, podemos ver cenas na pista de dança, no banheiro, e em um fundo branco onde Ashley aparece com um lindo vestido branco transparente.
O vídeo teve a sua estréia mundial no programa TRL, da MTV no dia 19 de Setembro de 2007. Logo entrou na lista dos dez mais votados pela audiência e alcançou a primeira posição quatro vezes, durante o mês de outubro daquele ano. O clipe faz parte do DVD There's Something About Ashley.

## Apresentações
Ashley cantava a música durante os shows da turnê High School Musical: The Concert, junto com as músicas "Headstrong" e "We Be Together". Também divulgou a música em vários programas de televisão, como o Good Morning America, Live! com Regis e Kelly, The Early Show e o TRL. A música foi usada no comercial da marca de desodorantes "Degree Girl", e também fez parte de sua mini-turnê, Headstrong Tour Across America.

## Singles
Single Digital
1. "He Said She Said" (Radio Disney Edit) – 3:07
2. "Headstrong" (Album Version) – 3:06

He Said She Said - The EP
1. "He Said She Said" (Album Version) – 3:08
2. "Headstrong" (Album Version) – 3:12
3. "Last Christmas" (Single Version) – 3:55

CD Single - Canadá
1. "He Said She Said" (Radio Disney Edit) – 3:07
2. "Be Good to Me" (Radio Disney Edit) – 3:14

CD Single - Europa
1. "He Said She Said" (Album Version) – 3:08
2. "He Said She Said" (Von Doom Mixshow) – 6:00
3. "He Said She Said" (Redtop Edit) – 4:59
4. "Last Christmas" (Single Version) – 3:55

## Desempenho
O single estreou na Billboard Hot 100 na 77ª posição em 27 de janeiro de 2007, onde permaneceu por 2 semanas. Reentrou na lista só no final de 2007 na 97ª posição, na semana seguinte subiu para a 58ª posição, e permaneceu no chart por oito semanas. A música entrou no Top 40 da parada Pop Songs da Billboard, onde chegou ao número 37. Foi também a primeira música da cantora a ser incluída no Hot Dance Club Play, onde alcançou a 21º posição. 
| Paradas (2007)                             | Posições |
| ------------------------------------------ | -------- |
| Áustria (Austrian Singles Chart)           | 21       |
| Brasil (Top 100 Singles Chart)             | 17       |
| Chile (Chilean Singles Chart)              | 1        |
| Chile (Top 100 Dance Airplay)              | 1        |
| Canadá (Canadian Hot 100)                  | 62       |
| União Europeia (Eurochart Hot 100 Singles) | 65       |
| Irlanda (Singles Chart)                    | 14       |
| Alemanha (Singles Chart)                   | 17       |
| Croácia (Singles Chart)                    | 17       |
| México (Top 40 Singles Chart)              | 2        |
| Nova Zelândia (Singles Chart)              | 29       |
| Taiwan (Top 10 Hit Singles Chart)          | 8        |
| Turquia (Hot 40 Airplay Singles Chart)     | 29       |
| Reino Unido                                | 6        |
| Estados Unidos Hot 100                     | 58       |
| Estados Unidos Pop 100                     | 37       |
| Estados Unidos Hot Digital Tracks          | 23       |
| Estados Unidos Hot Dance Club Play         | 21       |

## Certificações
| País           | Responsável | Certificação | Vendas   |
| -------------- | ----------- | ------------ | -------- |
| Estados Unidos | RIAA        | Ouro         | +500,000 |